# Lyckovalsen
Lyckovalsen från 2007 är det första duoalbumet av Björn Ståbi och Bengan Janson. De gav 2009 ut uppföljaren Springspåret.

## Låtlista
Alla låtar är traditionella om inget annat anges.
1. "Lyckovalsen" (Ellika Frisell) – 2:39
2. "Rheinländer från Rörås" – 1:48
3. "Kalle och Lisas skänklåt" (Pers Hans Olsson) – 4:03
4. "Långdans från Våmhus och Måndagslåten" – 3:16
5. "Orsa systerpolska nr 2" – 2:49
6. "Trettondedagslåten och Tandvärken" (Pål Olle Dyrsmeds) – 3:43
7. "Fransk-kanadensisk vals" (Michel Faubert) – 2:40
8. "Björnes schottis" (Rickard Näslin) – 2:14
9. "Schottis efter Harg" – 2:44
10. "Lorichspolska nr 1" – 2:31
11. "Lorichspolska nr 3" – 3:11
12. "Bergrosa" (Sven Nyhus) – 3:50
13. "Orsavals" – 3:13
14. "Sjuplåtarlåten" – 2:23
15. "Ore systerpolskor" – 5:08
16. "Säbb Jons polska" – 3:22
17. "Orsavisan" – 1:42

## Medverkande
- Björn Ståbi – fiol
- Bengan Janson – dragspel